# 에레모테리움
에레모테리움(Eremotherium)은 신생대 플라이오세에서 홀로세까지 지금의 중앙아메리카와 남아메리카 일대에서 살았던 메가테리움과에 속하는 빈치상목 땅늘보 포유류이다. 속명의 뜻은 그리스어로 '초원 또는 또는 사막의 짐승'(ἔριμος θnetριον)을 의미한다.

## 발견

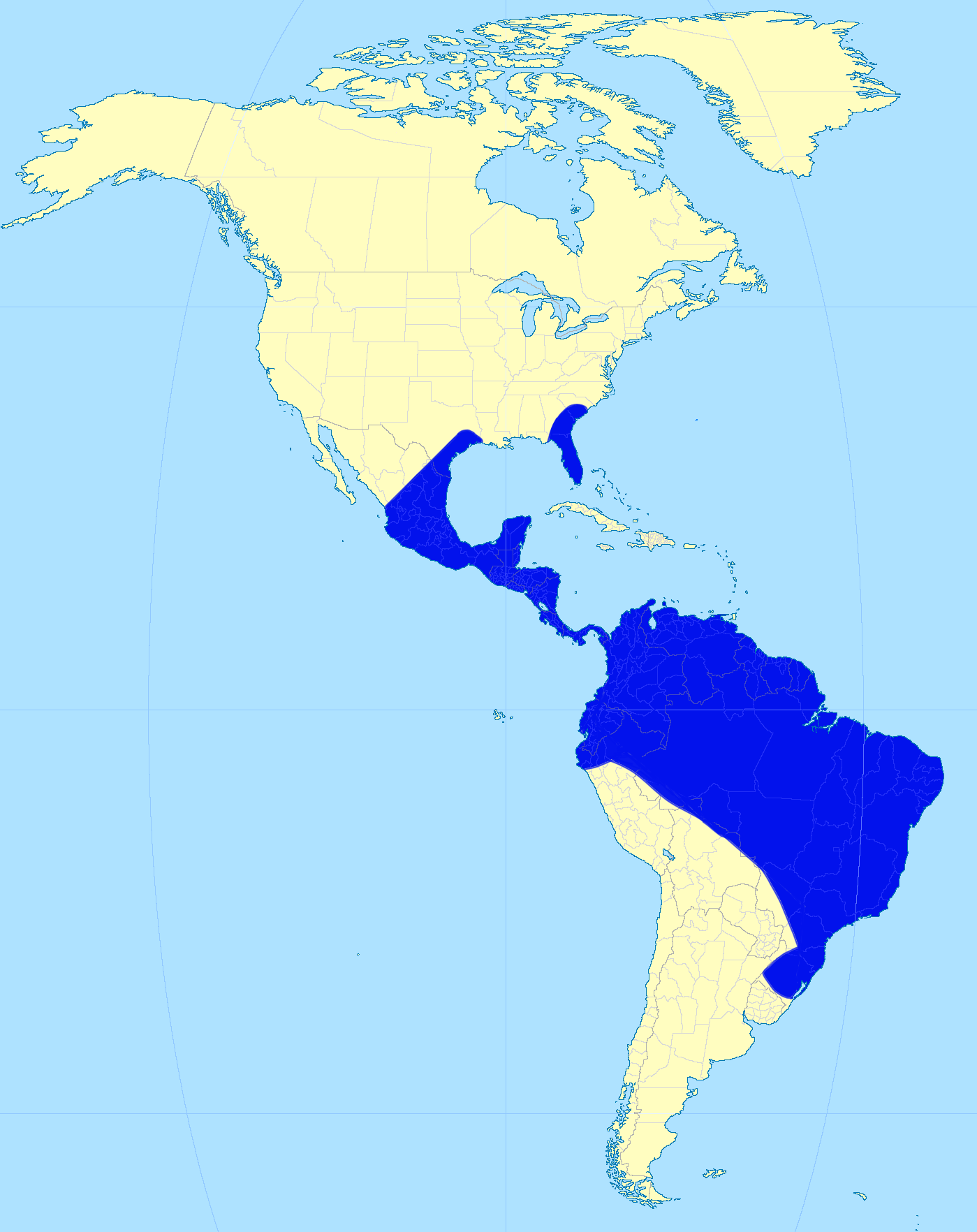
에레모테리움의 화석 분포도

에레모테리움은 미국의 사우스캐롤라이나주부터 브라질의 리오그란데도술까지 넓은 지역에 걸쳐 화석이 발견되었고, 완전한 형태로 보존된 화석 표본들도 많이 출토되었다.

## 특징

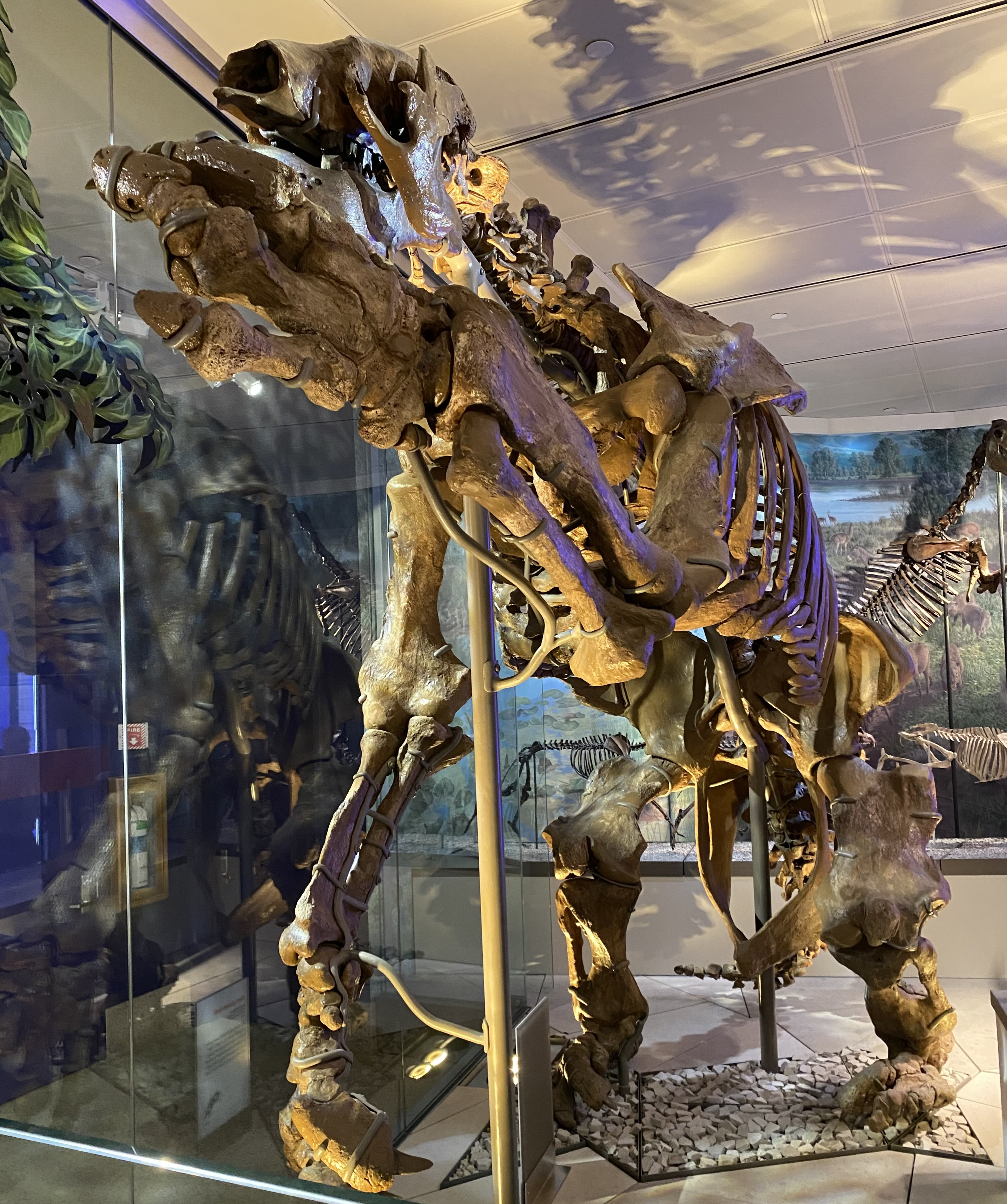
프랑스 파리의 자연사 박물관에 전시된 에레모테리움의 화석

에레모테리움의 크기는 6 미터 (20 ft)로 코끼리와 비슷하고, 무게는 약 4~6.5톤이며, 이는 가까운 친척인 메가테리움보다 약간 높은 수치이다. 긴 팔다리와 강한 몸을 가지고 있었으나, 두개골은 상대적으로 가늘었으며, 이빨은 균일한 형태이다. 가죽 속에 골질 구조를 띄고 있었다.
남미의 온대 기후에 서식했던 메가테리움과 달리, 에레모테리움은 주로 열대 및 아열대 저지대의 숲에 널리 서식했다.